# Carlo Michele Alessio Sola
Carlo Michele Alessio Sola (Torí, Piemont, 6 de juny de 1786 - Londres, 21 de febrer de 1857) fou un compositor, guitarrista i flautista italià.
Primerament es dedicà al violí, i fou deixeble de Gaetano Pugnani, i després aprengué a tocar la flauta i va pertànyer dos anys a l'orquestra del Teatro Regio de Torí, el qual deixà per ingressar en una música militar.
El 1810 s'establí a París, on donà lliçons de flauta i de guitarra; el 1816 estrenà a Ginebra l'òpera en francès Le tribunal, i el 1817 es traslladà Londres amb el seu fill Alfred.
Publicà nombrosa música per a guitarra, piano i flauta, com també quartets i trios per a instruments de vent, alguns amb piano i violí, dos concerts per a flauta i orquestra i cançons franceses, angleses i italianes.